# 베치 블레어

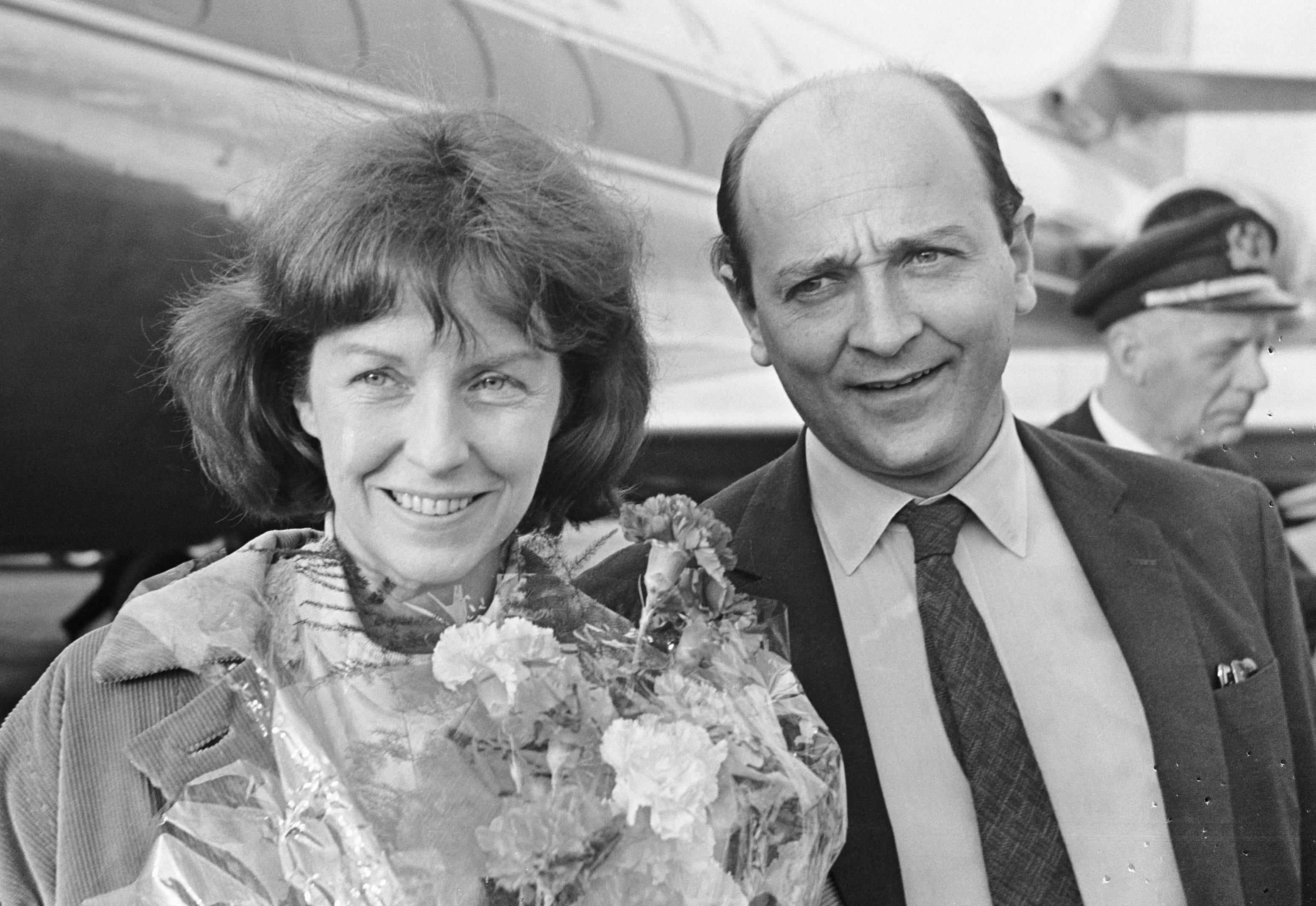
1966년, 남편 카렐 라이스와 함께

베치 블레어(Betsy Blair, 1923년 2월 15일 ~ 2009년 8월 14일)는 런던을 기반으로 활동한 미국의 배우이다.

## 영화, 텔레비전
- 이중 생활 (1947년 영화)
- 스네이크 핏
- 마티 (영화)